# إمحياثن (إيعزانن)
إمحياثن هي إحدى مشيخات المملكة المغربية، تتبع جغرافيا لإقليم الناظور وإداريًا لإيعزانن. يقدر عدد سكانها بـ 4098 نسمة حسب الإحصاء الرسمي للسكان والسكنى لسنة 2004.